# Шульга (прізвище)
Шульга — українське прізвище, що походить від назви людини, яка переважно використовує ліву руку. Прізвище розповсюджене в Україні.

## Відомі носії
- Шульга Анатолій Васильович (1965—2015) — солдат Збройних сил України, учасник російсько-української війни.
- Шульга Андрій:
  - Шульга Андрій Миколайович (1993—2014) — солдат Збройних сил України, учасник російсько-української війни.
  - Шульга Андрій Олександрович (1993—2014) — солдат Збройних сил України, учасник російсько-української війни.
- Шульга Валерій Михайлович — академік НАНУ, заступник директора з наукової роботи Радіоастрономічного інституту НАН України.
- Шульга Василь:
  - Шульга Василь Антонович — український журналіст, критик.
  - Шульга Василь Павлович — Герой Радянського Союзу.
- Шульга Володимир:
  - Шульга Володимир Олександрович (1991—2015) — молодший сержант Збройних сил України, учасник російсько-української війни.
  - Шульга Володимир Ілліч (1954) — російський актор.
  - Шульга Володимир Петрович — український політик, народний депутат України.
- Шульга Дмитро Вікторович — білоруський хокеїст.
- Шульга Захар Петрович — український економіст.
- Шульга Зеновія Михайлівна — українська мисткиня у сфері художнього текстилю.
- Шульга Іван Миколайович — живописець, графік, плакатист.
- Шульга Ілля:
  - Шульга Ілля Гаврилович — український історик.
  - Шульга Ілля Максимович — маляр-реаліст.
- Шульга Інна Антонівна — український краєзнавець і музеєзнавець.
- Шульга Максим Іванович (1993—2022) — майор Збройних сил України, учасник російсько-української війни.
- Шульга Максим Костянтинович (1991—2014) — сержант Збройних сил України, учасник російсько-української війни.
- Шульга Микола:
  - Шульга Микола Гаврилович — український радянський фізико-хімік.
  - Шульга Микола Олександрович — український політик.
  - Шульга Микола Олександрович — український вчений-механік.
  - Шульга Микола Федорович (1947—2024) — український вчений у галузі обчислювальної фізики.
- Шульга Михайло:
  - Шульга Михайло Карпович — український радянський військовик.
  - Шульга-Шульженко Михайло Іванович (1902—1942) — український поет.
- Шульга Олександр:
  - Шульга Олександр Григорович (1975) — російський футболіст, воротар.
  - Шульга Олександр Олексійович (1949) — український дипломат. Надзвичайний і Повноважний Посланник. Начальник Галузевого державного архіву Міністерства закордонних справ України.
- Шульга Семен Никифорович — Герой Радянського Союзу.
- Шульга Федір Григорович — український лікар, громадсько-політичні і дипломатичний діяч.
- Шульга-Шульженко Михайло Іванович — український поет.
- Шульга Яків Митрофанович — радянський господарський, державний та політичний діяч, Герой Соціалістичної Праці.